# Campionati mondiali di biathlon 2011
I Campionati mondiali di biathlon 2011 si svolsero dal 3 al 13 marzo a Chanty-Mansijsk, in Russia.
Con l'oro vinto nella staffetta mista - dei sedici complessivamente conquistati ai Mondiali - il veterano Ole Einar Bjørndalen ha completato il suo palmarès, con almeno una medaglia d'oro in tutte le sei specialità del biathlon previste nel corso della sua carriera. Tarjei Bø, Martin Fourcade, Kaisa Mäkäräinen e Arnd Peiffer hanno vinto il loro primo titolo mondiale in carriera; Fourcade ha inoltre ottenuto la serie completa delle medaglie, oro, argento e bronzo. Nell'individuale femminile Helena Ekholm, con una sciata molto veloce e senza commettere alcun errore al poligono, ha vinto con oltre due minuti di vantaggio sulla medaglia d'argento, Tina Bachmann, facendo segnare uno dei più ampi distacchi tra la prima e la seconda posizione nella storia del biathlon.

## Selezione della città ospitante

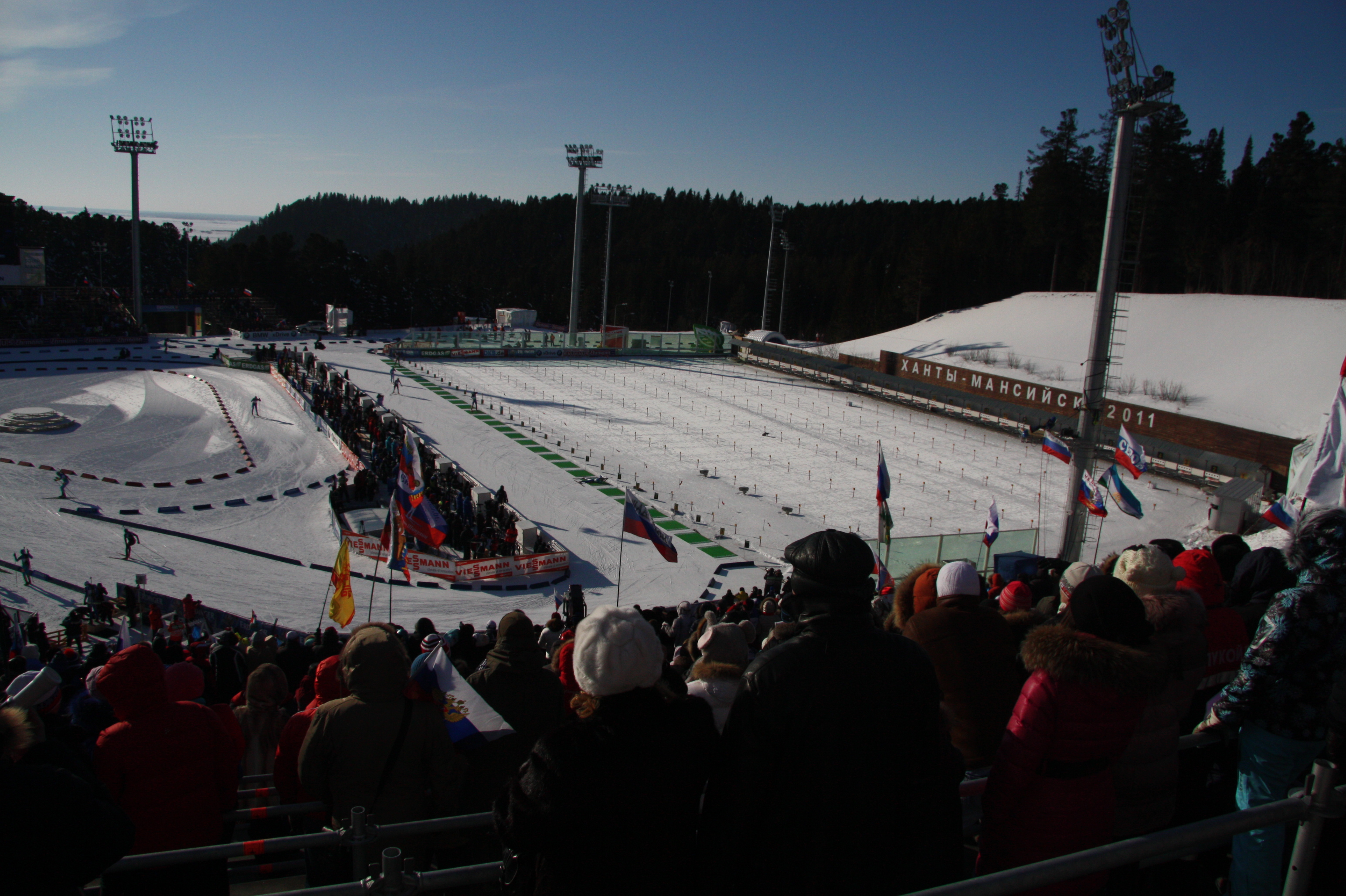
Lo stadio del biathlon di Chanty-Mansijsk

Chanty-Mansijsk ha ottenuto 27 voti contro i 20 di Nové Město na Moravě, in Repubblica Ceca, che per la prima volta si è candidata all'evento. Minsk, in Bielorussia, si era invece precedentemente ritirata. Chanty-Mansijsk aveva già ospitato i Campionati mondiali di biathlon nel 2003 e, limitatamente alla gara di staffetta mista, nel 2005 e nel 2010.

## Nazioni partecipanti
- Andorra
- Armenia
- Australia
- Austria
- Bielorussia
- Bosnia ed Erzegovina
- Bulgaria
- Canada
- Cina
- Corea del Sud
- Croazia
- Estonia
- Finlandia
- Francia
- Germania
- Giappone
- Groenlandia
- Italia
- Kazakistan
- Lettonia
- Lituania
- Macedonia del Nord
- Moldavia
- Norvegia
- Nuova Zelanda
- Polonia
- Rep. Ceca
- Regno Unito
- Romania
- Russia
- Serbia
- Slovacchia
- Slovenia
- Spagna
- Stati Uniti
- Svezia
- Svizzera
- Turchia
- Ucraina
- Ungheria

## Risultati

### Uomini

#### Sprint 10 km
| Posizione | Atleta              | Nazione  | Tempo   | Penalità |
| --------- | ------------------- | -------- | ------- | -------- |
| 1         | Arnd Peiffer        | Germania | 24:34,0 | 0+1      |
| 2         | Martin Fourcade     | Francia  | + 13,0  | 2+0      |
| 3         | Tarjei Bø           | Norvegia | + 25,2  | 1+0      |
| 4         | Andrej Makoveev     | Russia   | + 30,0  | 0+0      |
| 5         | Emil Hegle Svendsen | Norvegia | + 30,4  | 1+1      |
| 6         | Andreas Birnbacher  | Germania | + 31,8  | 0+1      |
| 7         | Christoph Stephan   | Germania | + 34,8  | 1+0      |
| 8         | Edgars Piksons      | Lettonia | + 42,9  | 1+0      |
| 9         | Michael Greis       | Germania | + 53,4  | 1+1      |
| 10        | Andrij Deryzemlja   | Ucraina  | + 54,9  | 0+1      |

5 marzo, ore 10:00

#### Inseguimento 12,5 km
| Posizione | Atleta              | Nazione   | Tempo    | Penalità |
| --------- | ------------------- | --------- | -------- | -------- |
| 1         | Martin Fourcade     | Francia   | 33:02,6  | 0+1+2+0  |
| 2         | Emil Hegle Svendsen | Norvegia  | + 3,8    | 0+0+1+1  |
| 3         | Tarjei Bø           | Norvegia  | + 5,2    | 0+0+1+1  |
| 4         | Arnd Peiffer        | Germania  | + 5,8    | 0+0+1+1  |
| 5         | Andreas Birnbacher  | Germania  | + 1:04,0 | 0+0+1+1  |
| 6         | Simon Fourcade      | Francia   | + 1:23,7 | 0+0+1+0  |
| 7         | Andrij Deryzemlja   | Ucraina   | + 1:30,3 | 0+0+1+1  |
| 8         | Michal Šlesingr     | Rep. Ceca | + 1:35,0 | 2+0+2+0  |
| 9         | Lukas Hofer         | Italia    | + 1:36,9 | 0+3+0+1  |
| 10        | Björn Ferry         | Svezia    | + 1:37,0 | 1+0+1+1  |

6 marzo, ore 10:00

#### Partenza in linea 15 km
| Posizione | Atleta               | Nazione  | Tempo   | Penalità |
| --------- | -------------------- | -------- | ------- | -------- |
| 1         | Emil Hegle Svendsen  | Norvegia | 38:42,7 | 0+0+0+1  |
| 2         | Evgenij Ustjugov     | Russia   | + 5,0   | 0+0+0+0  |
| 3         | Lukas Hofer          | Italia   | + 14,3  | 0+0+0+1  |
| 4         | Tarjei Bø            | Norvegia | + 23,3  | 0+0+0+2  |
| 5         | Ivan Čerezov         | Russia   | + 24,2  | 0+0+1+0  |
| 6         | Ole Einar Bjørndalen | Norvegia | + 28,8  | 1+0+0+0  |
| 7         | Andrej Makoveev      | Russia   | + 49,8  | 0+0+0+0  |
| 8         | Arnd Peiffer         | Germania | + 53,7  | 2+0+0+1  |
| 9         | Simon Eder           | Austria  | + 54,2  | 1+0+0+1  |
| 10        | Martin Fourcade      | Francia  | + 54,8  | 0+0+1+2  |

12 marzo, ore 14:30

#### Individuale 20 km
| Posizione | Atleta               | Nazione  | Tempo    | Penalità |
| --------- | -------------------- | -------- | -------- | -------- |
| 1         | Tarjei Bø            | Norvegia | 48:29,9  | 0+0+1+0  |
| 2         | Maksim Maksimov      | Russia   | + 40,0   | 0+0+0+0  |
| 3         | Christoph Sumann     | Austria  | + 45,5   | 0+0+0+1  |
| 4         | Emil Hegle Svendsen  | Norvegia | + 49,7   | 0+2+0+0  |
| 5         | Björn Ferry          | Svezia   | + 1:16,9 | 0+1+0+0  |
| 6         | Ole Einar Bjørndalen | Norvegia | + 1:24,3 | 0+0+0+1  |
| 7         | Michael Greis        | Germania | + 1:25,5 | 0+1+0+0  |
| 8         | Andreas Birnbacher   | Germania | + 1:27,5 | 1+0+0+0  |
| 9         | Maksim Čudov         | Russia   | + 1:40,7 | 0+0+0+0  |
| 10        | Martin Fourcade      | Francia  | + 1:46,2 | 0+0+2+1  |

8 marzo, ore 13:15

#### Staffetta 4x7,5 km
| Posizione | Nazione  | Atleti                                                                   | Tempo     |
| --------- | -------- | ------------------------------------------------------------------------ | --------- |
| 1         | Norvegia | Ole Einar Bjørndalen Alexander Os Emil Hegle Svendsen Tarjei Bø          | 1:16:13,9 |
| 2         | Russia   | Anton Šipulin Evgenij Ustjugov Maksim Maksimov Ivan Čerezov              | + 13,4    |
| 3         | Ucraina  | Oleksandr Bilanenko Andrij Deryzemlja Serhij Semenov Serhij Sednjev      | + 28,0    |
| 4         | Svezia   | Fredrik Lindström Magnus Jonsson Carl Johan Bergman Björn Ferry          | + 31,8    |
| 5         | Italia   | Christian De Lorenzi René-Laurent Vuillermoz Lukas Hofer Markus Windisch | + 38,1    |

11 marzo, ore 14:00

### Donne

#### Sprint 7,5 km
| Posizione | Atleta              | Nazione    | Tempo    | Penalità |
| --------- | ------------------- | ---------- | -------- | -------- |
| 1         | Magdalena Neuner    | Germania   | 20:31,2  | 0+0      |
| 2         | Kaisa Mäkäräinen    | Finlandia  | + 12,2   | 0+0      |
| 3         | Anastasija Kuz'mina | Slovacchia | + 40,0   | 0+1      |
| 4         | Ol'ga Zajceva       | Russia     | + 47,7   | 0+0      |
| 5         | Helena Ekholm       | Svezia     | + 1.01.0 | 0+0      |
| 6         | Ekaterina Jurlova   | Russia     | + 1:16,3 | 0+0      |
| 7         | Tora Berger         | Norvegia   | + 1:23,0 | 1+1      |
| 8         | Marie Dorin         | Francia    | + 1:31,7 | 0+0      |
| 9         | Miriam Gössner      | Germania   | + 1:35,7 | 1+1      |
| 10        | Valentyna Semerenko | Ucraina    | + 1:38,4 | 0+1      |

5 marzo, ore 14:00

#### Inseguimento 10 km
| Posizione | Atleta              | Nazione    | Tempo    | Penalità |
| --------- | ------------------- | ---------- | -------- | -------- |
| 1         | Kaisa Mäkäräinen    | Finlandia  | 30:00,1  | 0+0+0+0  |
| 2         | Magdalena Neuner    | Germania   | + 21,6   | 0+0+0+2  |
| 3         | Helena Ekholm       | Svezia     | + 1:43,6 | 0+0+0+0  |
| 4         | Andrea Henkel       | Germania   | + 2:00,7 | 0+0+0+0  |
| 5         | Tora Berger         | Norvegia   | + 2:29,0 | 1+0+0+1  |
| 6         | Anastasija Kuz'mina | Slovacchia | + 2:59,9 | 2+1+0+3  |
| 7         | Miriam Gössner      | Germania   | + 3:12,3 | 0+0+4+0  |
| 8         | Jana Gereková       | Slovacchia | + 3:15,7 | 0+0+1+2  |
| 9         | Dorothea Wierer     | Italia     | + 3:17,2 | 0+0+0+0  |
| 10        | Ekaterina Jurlova   | Russia     | + 3:24,5 | 1+2+0+0  |

6 marzo, ore 12:30

#### Partenza in linea 12,5 km
| Posizione | Atleta              | Nazione     | Tempo   | Penalità |
| --------- | ------------------- | ----------- | ------- | -------- |
| 1         | Magdalena Neuner    | Germania    | 36:48,5 | 0+1+2+1  |
| 2         | Dar"ja Domračava    | Bielorussia | + 4,8   | 2+1+0+0  |
| 3         | Tora Berger         | Norvegia    | + 14,0  | 2+1+0+0  |
| 4         | Kaisa Mäkäräinen    | Finlandia   | + 24,2  | 1+1+1+0  |
| 5         | Teja Gregorin       | Slovenia    | + 24,9  | 0+0+1+0  |
| 6         | Ol'ga Zajceva       | Russia      | + 31,6  | 0+1+0+1  |
| 7         | Helena Ekholm       | Svezia      | + 34,7  | 0+1+0+1  |
| 8         | Marie Dorin         | Francia     | + 39,8  | 0+0+0+1  |
| 9         | Marie-Laure Brunet  | Francia     | + 44,1  | 1+0+0+1  |
| 10        | Anastasija Kuz'mina | Slovacchia  | + 44,6  | 1+0+2+0  |

12 marzo, ore 12:30

#### Individuale 15 km
| Posizione | Atleta              | Nazione     | Tempo    | Penalità |
| --------- | ------------------- | ----------- | -------- | -------- |
| 1         | Helena Ekholm       | Svezia      | 47:08,3  | 0+0+0+0  |
| 2         | Tina Bachmann       | Germania    | + 2:15,8 | 0+2+0+0  |
| 3         | Vita Semerenko      | Ucraina     | + 2:52,1 | 1+0+0+2  |
| 4         | Nadzeja Skardzina   | Bielorussia | + 3:01,7 | 0+0+0+1  |
| 5         | Magdalena Neuner    | Germania    | + 3:16,6 | 0+2+1+2  |
| 6         | Marie Dorin         | Francia     | + 3:49,4 | 1+1+0+1  |
| 7         | Ekaterina Jurlova   | Russia      | + 4:20,9 | 1+1+0+1  |
| 8         | Veronika Vítková    | Rep. Ceca   | + 4:35,2 | 0+0+1+1  |
| 9         | Anastasija Kuz'mina | Slovacchia  | + 4:36,5 | 1+0+2+2  |
| 10        | Tora Berger         | Norvegia    | + 4:44,7 | 1+1+2+1  |

9 marzo, ore 13:15

#### Staffetta 4x6 km
| Posizione | Nazione     | Atlete                                                                | Tempo     |
| --------- | ----------- | --------------------------------------------------------------------- | --------- |
| 1         | Germania    | Andrea Henkel Miriam Gössner Tina Bachmann Magdalena Neuner           | 1:13:31.1 |
| 2         | Francia     | Anaïs Bescond Marie-Laure Brunet Sophie Boilley Marie Dorin           | + 42,7    |
| 3         | Bielorussia | Nadzeja Skardzina Dar"ja Domračava Nadzeja Pisarava Ljudmila Kalinčyk | + 1:47,4  |
| 4         | Italia      | Michela Ponza Karin Oberhofer Katja Haller Dorothea Wierer            | + 2:42,7  |
| 5         | Norvegia    | Synnøve Solemdal Ann Kristin Flatland Fanny Horn Tora Berger          | + 2:53.1  |

13 marzo, ore 11:00

### Misto

#### Staffetta 2x6 km + 2x7,5 km
| Posizione | Nazione  | Atlete                                                           | Tempo     |
| --------- | -------- | ---------------------------------------------------------------- | --------- |
| 1         | Norvegia | Tora Berger Ann Kristin Flatland Ole Einar Bjørndalen Tarjei Bø  | 1:14:22.5 |
| 2         | Germania | Andrea Henkel Magdalena Neuner Arnd Peiffer Michael Greis        | + 24,5    |
| 3         | Francia  | Marie-Laure Brunet Marie Dorin Alexis Bœuf Martin Fourcade       | + 47,2    |
| 4         | Svezia   | Helena Ekholm Anna Carin Olofsson Björn Ferry Carl Johan Bergman | + 1:35,8  |
| 5         | Italia   | Michela Ponza Katja Haller Christian De Lorenzi Lukas Hofer      | + 1:55,1  |

3 marzo, ore 12:30

## Medagliere per nazioni
| Posizione | Nazione     | Oro | Argento | Bronzo | Totale |
| --------- | ----------- | --- | ------- | ------ | ------ |
| 1         | Germania    | 4   | 3       | 0      | 7      |
| 2         | Norvegia    | 4   | 1       | 3      | 8      |
| 3         | Francia     | 1   | 2       | 1      | 4      |
| 4         | Finlandia   | 1   | 1       | 0      | 2      |
| 5         | Svezia      | 1   | 0       | 1      | 2      |
| 6         | Russia      | 0   | 3       | 0      | 3      |
| 7         | Bielorussia | 0   | 1       | 1      | 2      |
| 8         | Ucraina     | 0   | 0       | 2      | 2      |
| 9         | Slovacchia  | 0   | 0       | 1      | 1      |
|           | Austria     | 0   | 0       | 1      | 1      |
|           | Italia      | 0   | 0       | 1      | 1      |

## Atleti plurimedagliati
| Posizione | Atleta               | Nazione   | Oro | Argento | Bronzo | Totale |
| --------- | -------------------- | --------- | --- | ------- | ------ | ------ |
| 1         | Magdalena Neuner     | Germania  | 3   | 2       | 0      | 5      |
| 2         | Tarjei Bø            | Norvegia  | 3   | 0       | 2      | 5      |
| 3         | Emil Hegle Svendsen  | Norvegia  | 2   | 1       | 0      | 3      |
| 3         | Ole Einar Bjørndalen | Norvegia  | 2   | 0       | 0      | 2      |
| 4         | Martin Fourcade      | Francia   | 1   | 1       | 1      | 3      |
| 5         | Kaisa Mäkäräinen     | Finlandia | 1   | 1       | 0      | 2      |
|           | Arnd Peiffer         | Germania  | 1   | 1       | 0      | 2      |
|           | Tina Bachmann        | Germania  | 1   | 1       | 0      | 2      |
|           | Andrea Henkel        | Germania  | 1   | 1       | 0      | 2      |
| 9         | Tora Berger          | Norvegia  | 1   | 0       | 1      | 2      |
|           | Helena Ekholm        | Svezia    | 1   | 0       | 1      | 2      |
| 11        | Maksim Maksimov      | Russia    | 0   | 2       | 0      | 2      |
|           | Evgenij Ustjugov     | Russia    | 0   | 2       | 0      | 2      |
| 13        | Marie Dorin          | Francia   | 0   | 1       | 1      | 2      |
|           | Marie-Laure Brunet   | Francia   | 0   | 1       | 1      | 2      |